# Neosho Rapids
Neosho Rapids är en ort i Lyon County i Kansas. Vid 2010 års folkräkning hade Neosho Rapids 265 invånare.